# Región geográfica intermedia de Petrolina
La región geográfica intermedia de Petrolina es una de las cuatro regiones intermedias del estado brasileño de Pernambuco y una de las 134 regiones intermedias de Brasil, creadas por el Instituto Brasileño de Geografía y Estadística (IBGE) en 2017. Está compuesta por 25 municipios, distribuidos en tres regiones geográficas inmediatas.
Su población total estimada por el IBGE en el 1 de julio de 2018 era de 988 153 habitantes, distribuidos en una área total de 35 487.080 km².
Petrolina es el municipio más poblado de la región intermedia, con 343 865 habitantes, según estimaciones del 2018 del Instituto Brasileño de Geografía y Estadística.

## Regiones geográficas inmediatas
| Región geográfica inmediata | Municipios                                                                                        | Población estimada 2018 | Área (km²)  |
| --------------------------- | ------------------------------------------------------------------------------------------------- | ----------------------- | ----------- |
| Petrolina                   | Afrânio Dormentes Lagoa Grande Orocó Petrolina Santa Maria da Boa Vista                           | 436 990                 | 12 997,156  |
| Araripina                   | Araripina Bodocó Exu Granito Ipubi Moreilândia Ouricuri Santa Cruz Santa Filomena Trindade        | 331 762                 | 11 803,677  |
| Salgueiro                   | Belém do São Francisco Cabrobó Cedro Itacuruba Parnamirim Salgueiro Serrita Terra Nova Verdejante | 192 401                 | 10 686, 247 |
| Total                       | 25                                                                                                | 988 153                 | 35 487,080  |